# 基恩附近贝尔施韦勒
基恩附近贝尔施韦勒是德国莱茵兰-普法尔茨州的一个市镇。总面积7.53平方公里，总人口261人，其中男性135人，女性126人（2011年12月31日），人口密度35人/平方公里。